# Теишори (Ђурђу)
Теишори (рум. Teișori) насеље је у Румунији у округу Ђурђу у општини Булбуката. Oпштина се налази на надморској висини од 76 m.

## Становништво
Према подацима из 2002. године у насељу је живело 499 становника, од којих су сви румунске националности.